# Ґрудзковоля
Ґрудзковоля (пол. Grudzkowola) — село в Польщі, у гміні Груєць Груєцького повіту Мазовецького воєводства.
Населення — 167 осіб (2011).
У 1975-1998 роках село належало до Радомського воєводства.

## Демографія
Демографічна структура станом на 31 березня 2011 року:
|          | Загалом | Допрацездатний вік | Працездатний вік | Постпрацездатний вік |
| -------- | ------- | ------------------ | ---------------- | -------------------- |
| Чоловіки | 87      | 17                 | 63               | 7                    |
| Жінки    | 80      | 14                 | 46               | 20                   |
| Разом    | 167     | 31                 | 109              | 27                   |